# Powiat Helmstedt
Powiat Helmstedt (niem. Landkreis Helmstedt) – powiat w niemieckim kraju związkowym Dolna Saksonia. Siedziba powiatu znajduje się w mieście Helmstedt.

## Podział administracyjny
Powiat Helmstedt składa się z:
- trzech miast
- jednej samodzielnej gminy (niem. Einheitsgemeinde)
- czterech gmin zbiorowych (Samtgemeinde)
- pięciu obszarów wolnych administracyjnie (gemeindefreies Gebiet)

Miasta:
| Lp. | Nazwa miasta        | Ludność (31.12.2008) | Powierzchnia km² |
| --- | ------------------- | -------------------- | ---------------- |
| 1   | Helmstedt           | 25.739               | 66,54            |
| 2   | Königslutter am Elm | 15.733               | 130,62           |
| 3   | Schöningen          | 11.430               | 35,36            |

Gminy samodzielne:
| Lp. | Nazwa gminy | Ludność (31.12.2008) | Powierzchnia km² |
| --- | ----------- | -------------------- | ---------------- |
| 1   | Lehre       | 11.657               | 56,70            |

Gminy zbiorowe:
| Lp. | Nazwa gminy | Ludność (31.12.2008) | Powierzchnia km² | Liczba gmin |
| --- | ----------- | -------------------- | ---------------- | ----------- |
| 1   | Grasleben   | 4.801                | 45,18            | 4           |
| 2   | Heeseberg   | 4.178                | 81,58            | 4           |
| 3   | Nord-Elm    | 5.945                | 63,31            | 6           |
| 4   | Velpke      | 12.450               | 120,41           | 5           |

Obszary wolne administracyjnie:
| Lp. | Nazwa obszaru  | Ludność (31.12.2008) | Powierzchnia km² |
| --- | -------------- | -------------------- | ---------------- |
| 1   | Brunsleberfeld | teren niezamieszkany | 4,09             |
| 2   | Helmstedt      | teren niezamieszkany | 18,56            |
| 3   | Königslutter   | teren niezamieszkany | 8,90             |
| 4   | Mariental      | teren niezamieszkany | 15,81            |
| 5   | Schöningen     | teren niezamieszkany | 11,92            |